# Albrecht von Albrechtsburg

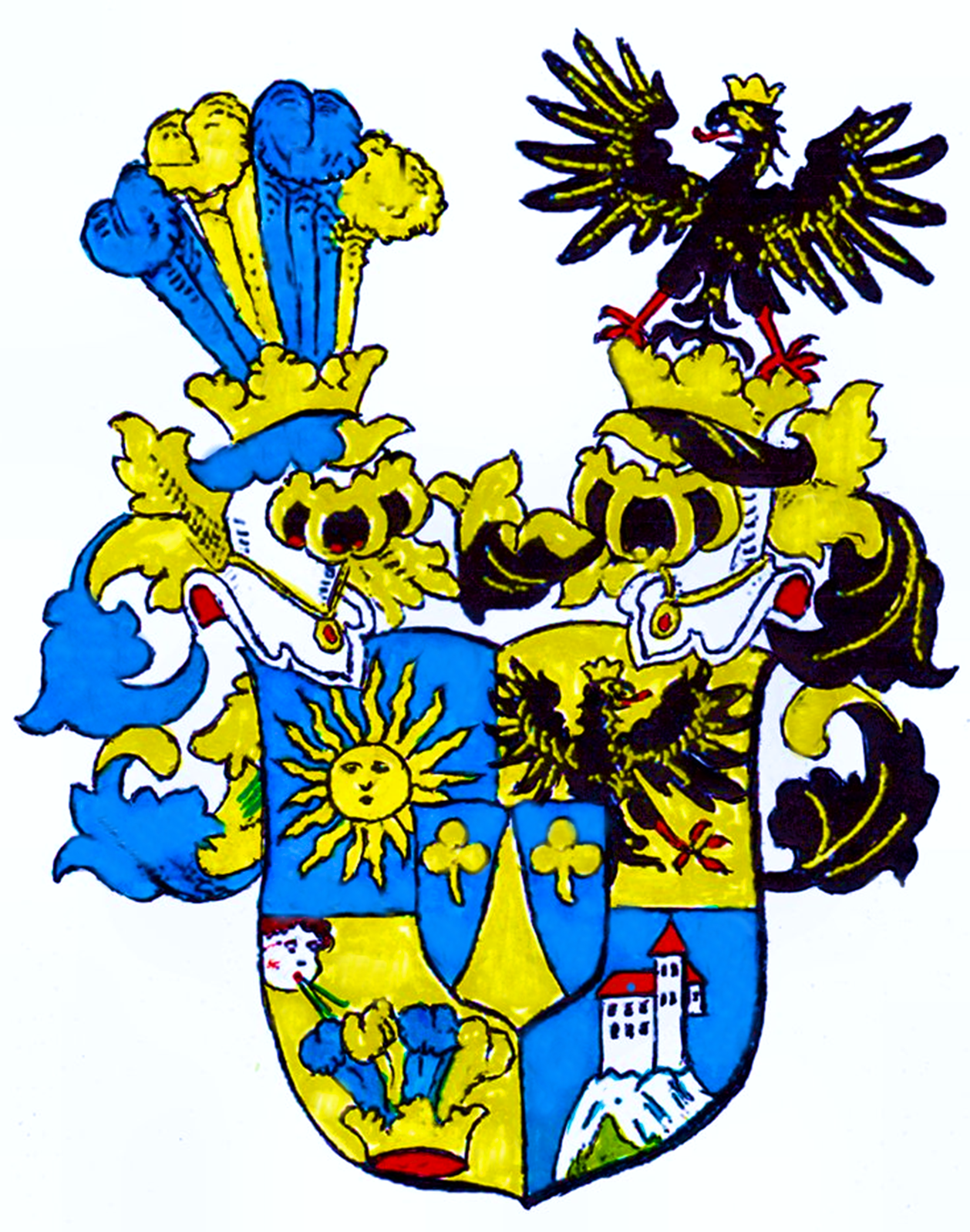
Wappen der Ritter Albrecht von Albrechtsburg 1673

Die Reichsritter Albrecht von Albrechtsburg waren ein ursprünglich schwäbisches, später in Stockerau, Niederösterreich und Wien beheimatetes, in den rittermäßigen Reichsadelstand, sodann in den erbländisch-österreichischen Ritterstand erhobenes Adelsgeschlecht.

## Geschichte

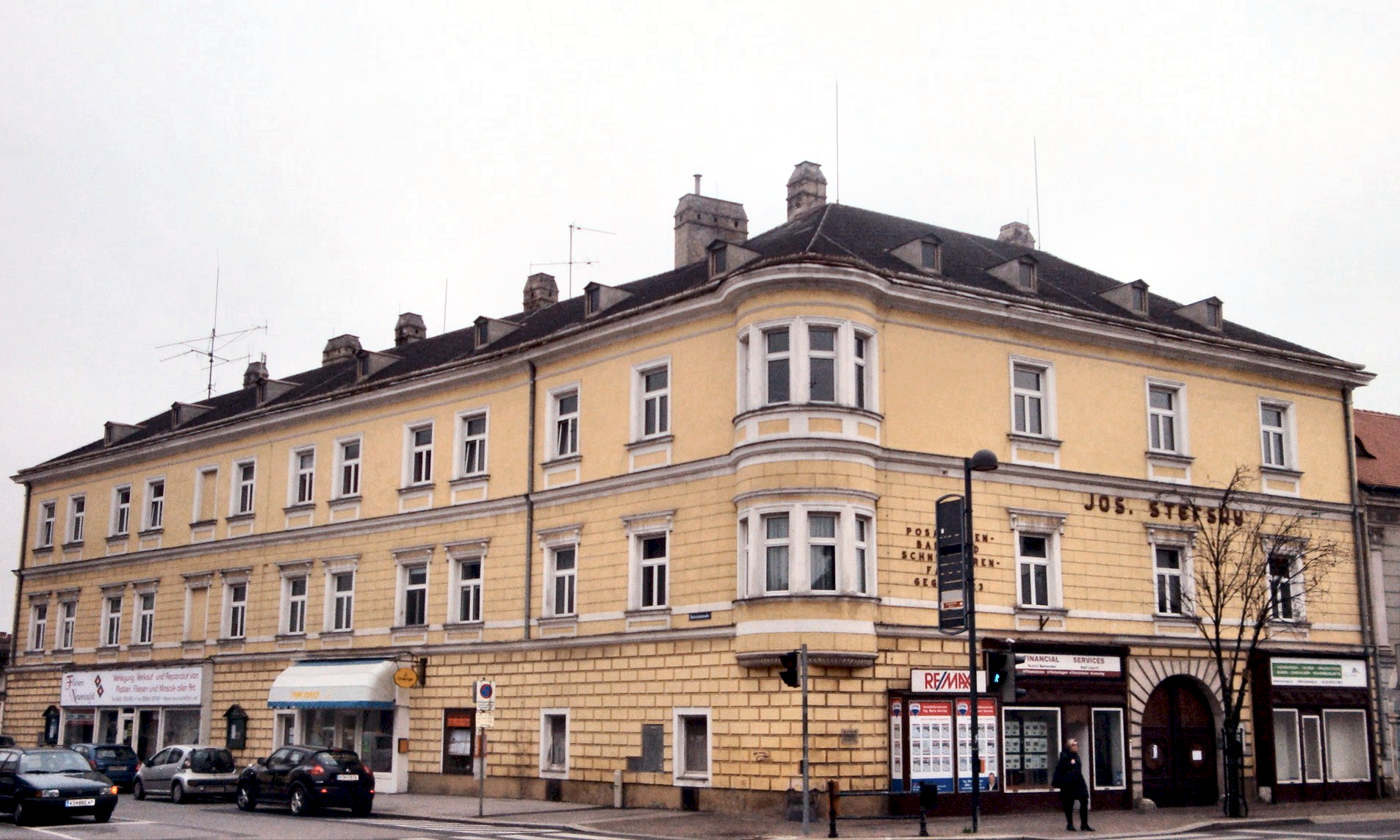
Freyseggsches Herrschaftshaus, Stockerau, 2014

Conrad Albrecht, Bürgermeister von Neuburg an der Kamlach, erhielt am 10. Mai 1625 von Ferdinand II. den rittermäßigen Reichsadelstand.

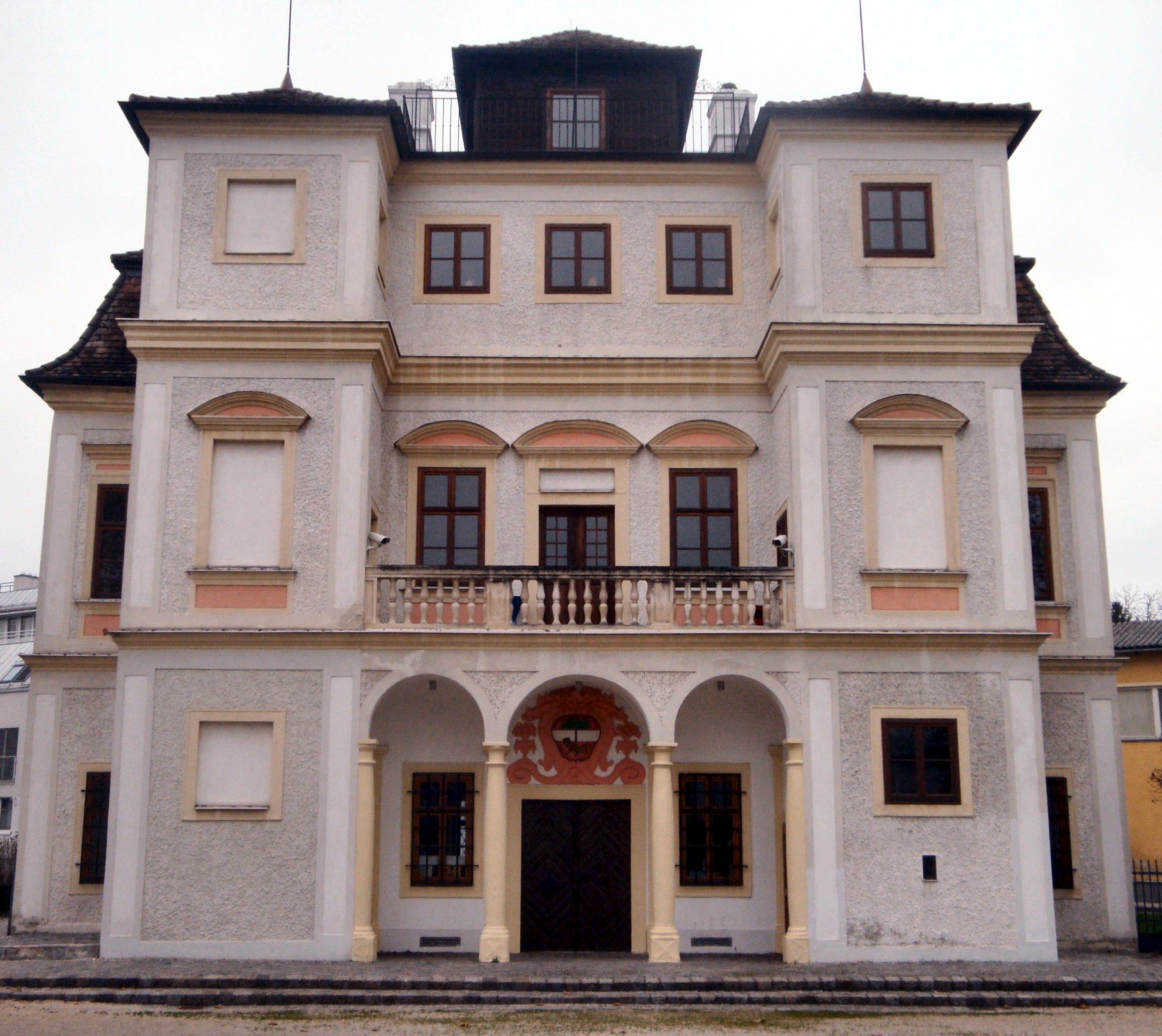
Belvedereschlössl, Stockerau, 2014

Conrad Albrecht hatte zwei Söhne, und zwar Peter und Conrad. Peter folgte seinem Vater im Bürgermeisteramt zu Neuburg und hinterließ den Sohn Johann Conrad. Der zweite Sohn, Conrad, war promovierter Jurist und Advokat bei der Landeshauptmannschaft zu Linz. In seinem Testament, ddo. zu Linz den 9. Oktober 1653, nannte er seine Ehefrau Rosina Barbara, geborene Rotterin, und acht Kinder, darunter die beiden Söhne Johann Ignaz (siehe unten) und Johann Ferdinand. Von seinen sechs Töchtern heiratete Maria Apollonia, am 5. Februar 1668 in Zulb Hermann Michaelis von Engelsheimb (* um 1645), Regent der gräflich Althanschen Herrschaften., Sabina Cordula, am 6. September 1665 Johann Jacob von Mandelli und Maria Cäcilia (* 1646; † 11. August 1712), wurde am 12. November 1685 mit Augustin von Hierneyss (auch: Hierneis) († 1713), k.k. Rat und Stadtratssenior in Wien, getraut.

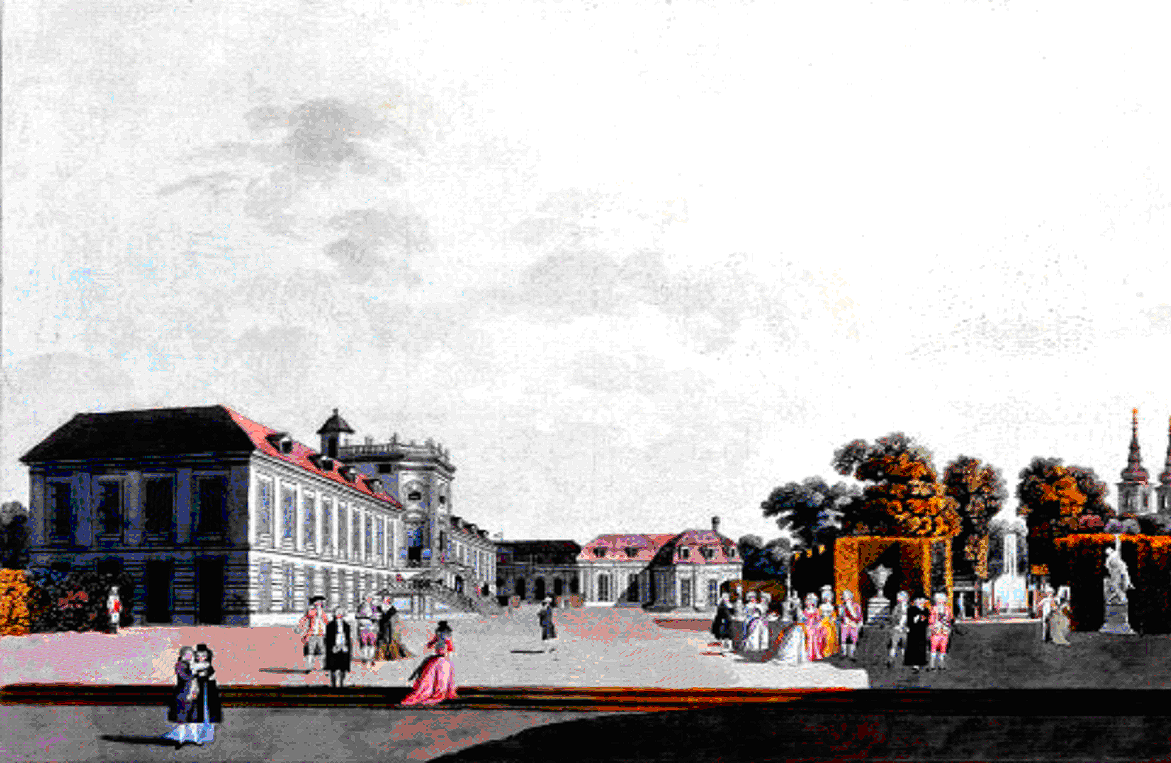
Palais des Staatskanzlers Wenzel Anton von Kaunitz-Rietberg, der das kleine fünfachsige Sommerpalais Albrechtsburg 1753 von Anna Rosina von Albrecht-Albrechtsburg erworben hatte, und es zwei Mal dem neuen Zeitgeschmack entsprechend umbauen und auf 21 Fensterachsen erweitern ließ. Kolorierter Kupferstich Johann Andreas Ziegler, um 1780

Die zwei Vetter Johann Conrad (* 1628 in Neuburg; † 13. April 1696 in Wien), der niederösterreichischen Landschaft bestellter Buchhalter und lizenzierter Jurist, später niederösterreichischer Syndikus sowie Johann Ignaz (siehe unten), erhielten am 27. Januar 1673 in Wien die Bestätigung des ihrem Großvater erteilten Adelstandes sowie das Prädikat „von Albrechtsburg“ und eine Wappenbesserung. Sie erhielten 1687 auch das ungarische Indigenat. Johann Conrad erwarb 1682 den Volkra-Hof samt Zubehör in Stockerau. Er ließ bis 1688 das Gebäude neu errichten, darunter das nachmalige Belvedereschlössl und erwirkte 1690 für die kleine Grundherrschaft die neue Bezeichnung Freisegg (Freysegg). Letztere wurde 1832 an den Unternehmer Josef Stefsky veräußert.

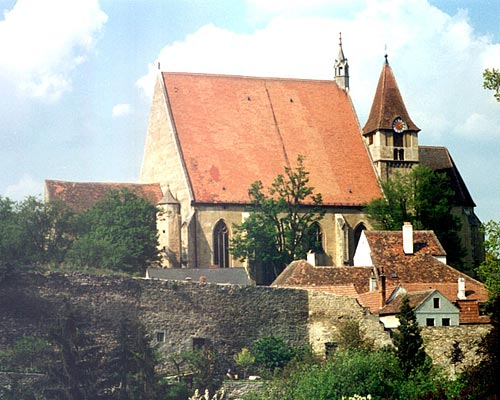
Stadtpfarrkirche in Eggenburg

Johann Ignaz (* 4. Juni 1647 in Linz (Taufe); † 22. August 1705 in Wien) wurde nach Abschluss seines Studiums der Rechtswissenschaft mit der Promotion 1670 Gerichtsadvokat in Wien, nachmals Kaiserlicher Rat und Geheimer Sekretär bei der Hofkanzlei bzw. geheimer Referent Kaiser Leopolds I. Er wurde am 13. Dezember 1702 als Landmann im Ritterstand Niederösterreichs unter die neuen Geschlechter aufgenommen und am 29. Dezember des Jahres introduziert und war noch als Advokat 1680 bei der Wiener Universität Dekan der Juristischen Fakultät. Anno 1694/95 erwarb er sechs Weingärten in der Wiener Vorstadt Mariahilf und ließ darauf zwischen 1695 und 1698 das Sommerpalais Albrechtsburg errichten, das Johann Bernhard Fischer von Erlach zugeschrieben wird, welches nach 1750 von Wenzel Anton Graf von Kaunitz erworben wurde. Auch kaufte er noch 1705, kurz vor seinem Tod, von den Herren Hofmann von Eydliz das Gut Strannerstorf und Amt Kölberharz. Mit seiner Gemahlin Maria Helena, Tochter des kaiserlichen Rates und Hofkammer-Registrators Johann Melmeck, zeugte er acht Kinder, darunter drei Söhne, Franz Ignatz, Conrad Ferdinand und Johann Jordan (* 1681 in Wien), oberösterreichischer Landrat in Österreich ob der Enns und nachmaliger Reichshofrat. Franz Ignatz und Johann Jordan wurden am 16. Juni 1707 auch bei der Landschaft in Österreich ob der Enns als Landleute im neuen Ritterstand aufgenommen.
Conrad Ferdinand (* 1675; † 16. November 1730 in Eggenburg, Pfarrkirche) war Professor der Theologie, fürstlich passauischer Konsistorialrat und Stadtpfarrer zu Eggenburg, von 1702 bis 1705 infulierter Propst zu Eisgarn, danach infulierter Propst der Propstei zu Zwettl am Berg, der 1718 das Langhaus einwölben ließ. Zu Beginn des 18. Jahrhunderts richtete der Propst seinen Sommersitz und eine Sammelstelle im Felberhof an der Schmida bei Eggenburg ein, bis dahin eine Farbstoffmühle, welche zu diesem Zweck im Wesentlichen neu gebaut wurde. Weiters wurde 1710 eine Getreidemühle errichtet.
Franz Ignatz (* 31. März 1679 in Wien (Taufe); † 2. März 1731 ebenda), Herr zu Strannerstorf, ebenfalls Jurist, promovierte an der Universität Prag anno 1702 mit der Dissertation „Iurisprudentia extemporalis“. Er war 1702 niederösterreichischer Regierungsrat, seit 1710 der Landschaft Obereinnehmer, sodann Raitherr, und von 1723 bis 1729 Ritterstandsverordneter, nachdem er am 12. September 1712 unter die alten Ritterstandesgeschlechter aufgenommen worden war. Seine Gemahlin war Apollonia Edle von Schick († 1762), mit der er vier Söhne hatte, von denen Friedrich Franz, und Johann Joseph jung verstarben. Der älteste, Johann Ignatz Carl († 15. Dezember 1774), war Herr zu Strannerstorf, Kölberharts (1699) und des Guts Freysegg und niederösterreichischer Landrechtsbeisitzer. Er vermählte sich mit Maria Anna Freiin von Prandau, seines Vetters Johann Raymund (siehe unten) hinterlassene Witwe. Mit ihr hatte er einen Sohn, Stephan, der anno 1772 im 15. Lebensjahr verstarb und drei Töchter, Maria Anna, Barbara und Theresia. Mit seinem Bruder Johann Baptist Conrad († 10. Februar 1785), Augustiner und Kanonikus bei St. Dorothea, erlosch diese Linie im Mannesstamm.
Eine weitere Linie gründete Johann Conrad († 13. April 1696 in Wien). Er war Sekretär, sodann Syndikus der Niederösterreichischen Landstände. Kaiser Leopold I. hatte mit der Resolution vom 4. Jänner 1683 zur Leitung des „Defensionswesens“ gegen die Türken eine besondere Kommission eingesetzt. Die niederösterreichischen Stände setzten eine ähnliche Einrichtung ein, der auch Johann Konrad unter Leitung des Grafen Otto Ehrenreich von Abensperg-Traun angehörte. Er wurde nach seinem Tod im Minoritenkloster Wien, in der von ihm gestifteten Familiengruft nächst dem St.-Johannes-Altar beigesetzt. Mit seiner Gemahlin Catharina Helena Dragoni († 1698 in Wien), zeugte er nebst einigen in der Jugend verstorbenen Kindern die Söhne Georg Ernst und Joseph Augustin, dann zwei Töchter, eine davon, Maria Anna Helena war mit Georg Gottlieb Edler Eckhardt von der Thaan verheiratet. Joseph Augustin (* 12. Februar 1682 in Wien (Taufe); † 1758), Herr des Gutes Hadres, war von 1730 bis 1736 niederösterreichischer Raitherr und von 1736 bis 1742 dort k.k. Landschaftsverordneter, sodann Mitglied des Ausschusses sowie Beisitzer des Landmarschallischen Gerichtes und wirklicher erster Waisenrat. Seine am 21. Juli 1720 in Wien mit Maria Martha von Sternfeld († vor 19. Apr. 1738) geschlossene Ehe blieb kinderlos.
Allein Georg Ernst († 19. Juli 1699 in Wien), Sekretär der niederösterreichischen Landstände, hatte mit seiner Gattin Anna Margarethe Ganser vier Kinder, zwei Söhne und zwei Töchter, darunter Johann Raymund, der den Stamm fortsetzte.
Johann Raymund († 1. Dezember 1757 in Wien, Kondukt), Herr des Ritterguts und Edelsitzes Freysegg bei Stockerau, wurde, da seine Voreltern noch nicht Landleute gewesen waren, am 27. April 1726 unter die neuen niederösterreichischen Ritterstandesgeschlechter und 1735 in die alten aufgenommen, war von 1741 bis Ende 1746 der niederösterreichischen Landschaft Obereinnehmer, sodann Raitherr. Am 2. Mai 1753 leistete er den Eid zum Verordneter des Ritterstandes für Niederösterreich. Er war viermal vermählt, zuerst mit Cäcilia von Popowitsch, in zweiter Ehe mit Maria Rosina von Mayersfeld, dann mit Maria Anna Klara von Hörnigk und schließlich mit Maria Anna Freyin Hillebrand von Prandau.
Von Maria Rosina von Mayersfeld stammten der erst 16-jährig verstorbene Sohn Antonius († 1766) und die ebenfalls als Kind verblichene Maria Rosina. Aus seiner Ehe mit Maria Anna Klara von Horneck (Hörnigk) († nach 1759) entsprossen die Töchter Maria Anna Johanna Sabina (* 26. Oktober 1752 in Wien; † 27. April 1805 ebenda, beigesetzt in Ober Sankt Veit), die Johann Baptist Ritter von Waldstätten (1745–1785), k. k. niederösterreichischer Landrat, ehelichte und neun Kinder hatte sowie  Ernestina (* 1754: † 10. März 1801 in Wien), verheiratet mit dem Hofrat an der k.k. obersten Justizstelle und Truchsess Franz Georg Ritter von Keeß.
Die Witwe Maria Anna heiratete bald darauf (Juli 1758) Johann Raymunds Vetter Ignaz und das Kind aus dieser weiteren Ehe, Barbara, wurde im August 1759 geboren.
Dieses Geschlecht ist im Mannesstamm erloschen. Diese Familie darf nicht mit der zeitgenössischen der von Albrecht verwechselt werden, zu welcher beispielsweise Conrad Adolph von Albrecht gehörte, die auch ein völlig unterschiedliches Wappen führt.

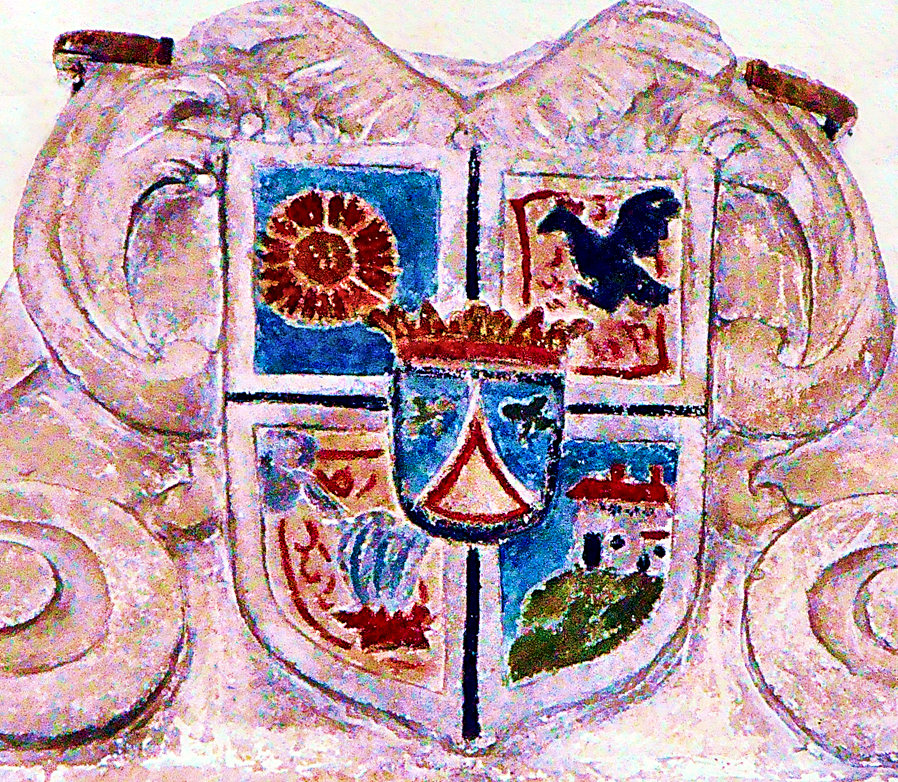
Wappen Albrechtsburg auf dem Epitaph des Propstes Conrad

## Wappen
1625: In Blau ein goldener Spickel, begleitet von zwei goldenen Kleeblättern an ihren Stängeln. Gekrönter Turnierhelm mit gold-blauen Decken und vier goldenen und blauen Straußfedern.
1673: Quadrierter Schild mit dem alten Wappen von 1625 als Herzschild. 1. in Blau eine goldene Strahlensonne. 2. in Gold einwärts gegen die Sonne fliegend ein gekrönter schwarzer Adler mit ausgebreiteten Flügeln. 3. In Gold auf einer goldenen Blätterkrone vier (blau, gold, blau, gold) Straußfedern (auch in verkehrter Ordnung tingiert), welche von einem Windgott (Windengel) aus dem rechten Oberwinkelangeblasen werden. 4. in Blau auf einem natürlichen Hügel eine viereckige Burg (nach anderen auf steilem Felsen eine Burg mit rotem Dache) mit einer kleinen Vorpforte, sieben Fenstern, rotem Dach, darauf zwei viereckige kleine Türme. Zwei gekrönte Turnierhelme mit vorne blau-goldenen und hinten schwarz-goldenen Decken. Auf dem rechten die vier goldenen und blauen  Straußfedern von 3. Links der schwarze gekrönte Adler von 2., in entgegengesetzte Richtung blickend.

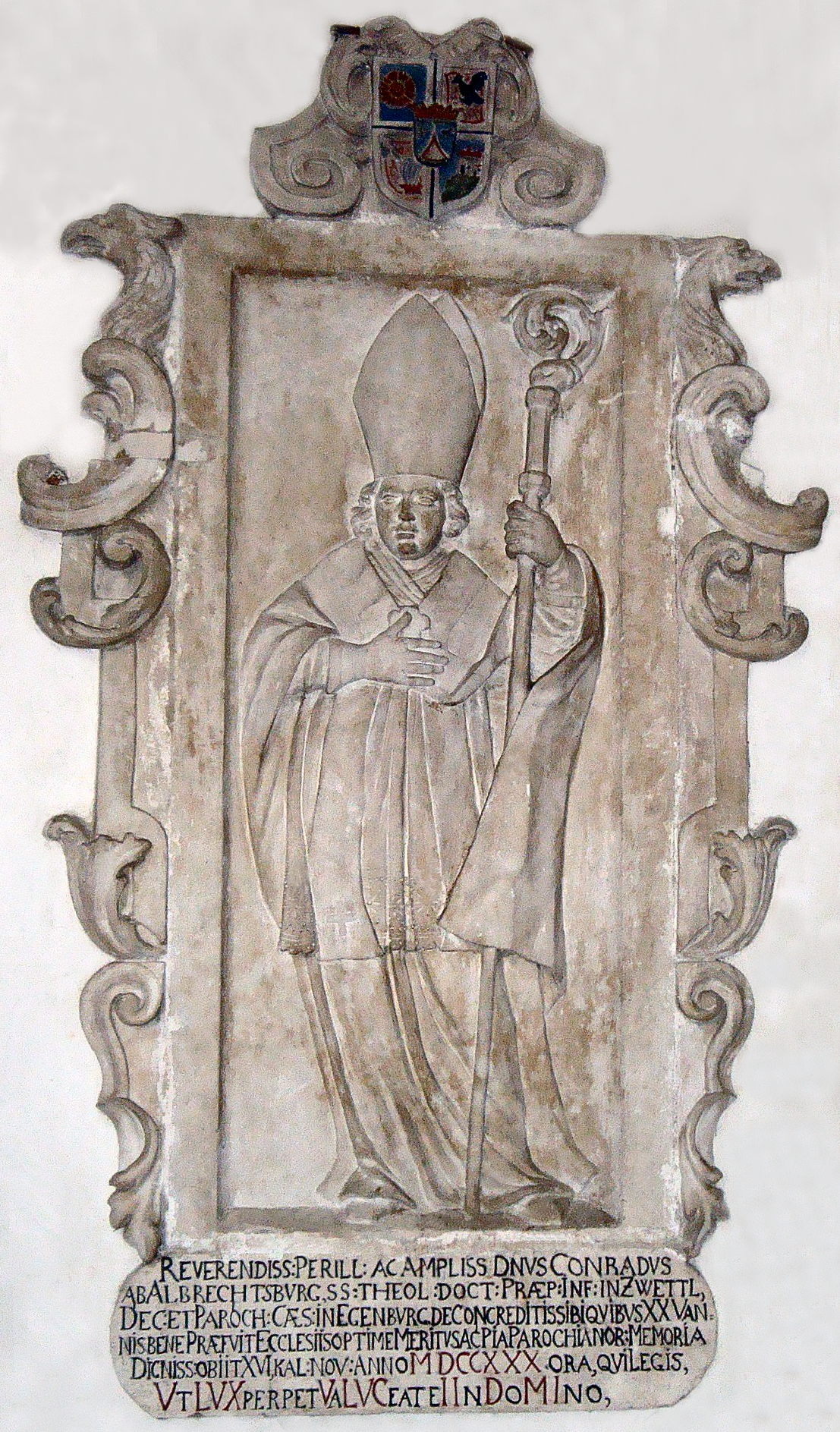
Epitaph des Conrad Ferdinand v. Albrechtsburg 1730